# Diodor Kron
Diodor Kron (Diodorus Cronus, starogrško Διόδωρος Κρόνος, † 284 pr. n. št) je bil starogrški filozof in dialektik Megarske šole. Najbolj je poznan po svojih logičnih ugotovitvah in novostih, med katere spada njegov "gospodujoči" ali "zmagoviti" ali "neustavljivi" ali "neovrgljivi" dokaz, ki ga je zasnoval kot odgovor na Aristotelovo razpravo o kontigentih. Prav tako je bil prvi logistik in posledično najznamenitejši član dialektične šole 4. in 3. stoletja pr. n. št. Njegovi dokazi pričajo predvsem o zavestni in teoretični usmeritvi v cilj, ki ga je želel doseči. Njegovi prispevki k logistiki so predvsem definicije modalnih terminov in kriterij pogojnih trditev, kot tudi paradoksi ter konstruktivni prispevki k teoriji logike.

## Življenje
Diodor Kron, sin Ameiniasa lasusa iz Karije (zgodovinske regije v zahodni Anatoliji), se je rodil v Aleksandriji, v regiji Ptolemaja Soterja. Datum njegovega rojstva ni znan, vendar pa je bil predstavnik in je imel vpliv na prvo generacijo stoične šole, ki je bila ustanovljena okoli leta 300 pr. n. št. Dialektična šola je označevala skupino zgodnjih helenističnih filozofov, ki so bili medsebojno povezani s filozofiranjem v t.i. sokratski tradiciji (tradiciji filozofa Eubulida iz Mileta). Povezovalo jih je zanimanje za logične paradokse, logiko predloga in dialektično strokovnost. Diodor Kron je v dialektični šoli kot učitelj najbolj prelomno prispeval k razvoju teorij pogojnosti in modalne logike. Njegova najbolj znana učenca sta bila dialektor Philo in ustanovitelj stoične šole Zeno iz Citiuma.
O samem življenju Krona se na žalost ni ohranilo veliko zapisov ali dokazov. Kljub vplivu Megarske šole na filozofa ni znano, ali so bili njegovi učenci dialektiki povezani prav z njo. Popolnoma jasno ni tudi, ali je Kron zares iz Megare, saj je le v enem izmed dokazov omenjen neki »Diodor iz Megare«, kar bi lahko bil Diodor Kron. Vsi ostali dokazi pa ne pričajo o kakršni koli povezavi z mestom, po katerem je bila poimenovana Megarska šola. Sicer pa naj bi bilo njegovo delo v logistiki v njegovih časih zelo znano. Po besedah aleksandrijskega pesnika Callimahusa, so še vrane na vrh strehe prepoznale njegovo modrost in krakale o vprašanjih na temo pogojnih predlogov oziroma trditev. Njegov mojstrski argument, s katerim je želel vzpostaviti modalne definicije, naj bi bil glavna tema debat na mnogih večerjah in zabavah.
Datum njegove smrti prav tako kot datum rojstva ni točno zabeležen. Znano pa je, da je Kron vplival na znanega filozofa Aristotela, na podlagi česar predvidevamo, da je umrl okoli leta 284 pr. n. št. v Aleksandriji. Poleg tega so se ohranili tudi nekateri dokazi, ki pričajo o Kronovem delovanju v Atenah, v zadnjem desetletju 4. stoletja pr. n. št.

### Vzdevek
Vzdevek »Kron« naj bi si filozof nadel kar sam, po vzoru njegovega učitelja Apolonija Krona, čigar ime je pomenilo »stari zadrtež«. V nasprotju z Apolonijem je bil Diodor bolj vpadljiv in ne tradicionalen, zato je navkljub temu, da so se v tistem času s filozofijo večinoma ukvarjali moški, svoje hčerke uvajal v dialektiko. Zaradi njegovih dialektičnih sposobnosti so ga klicali »dialektik«. Ta vzdevek se je prenesel tudi na njegovih pet hčera, Menexenge, Argia, Theognis, Artemesia in Pantaclea, ki so bile poznane kot dialektičarke.
Po drugi, bolj verjetni razlagi, pa naj bi mu vzdevek »Kron« dodelil kar sam vladar Ptolemaj Soter. Vzdevek je dobil na kraljevi večerji, ko mu je filozof Stilpon zastavil vprašanja glede nekih dialektičnih vprašanj, ki jih ni mogel takoj razrešiti. Kralj Ptolemaj ga je pokritiziral in mu dal posmehljivi vzdevek Kronus. Diodorja naj bi to tako prizadelo, da je po končanem obedu napisal razpravo o zastavljenih problemih in nato v malodušnosti in obupu umrl.
Diogen Laertski mu je v svoji drugi knjigi posvetil epigram:
Kateri demon z zlo te, Kronos Diodor je malodušnostjo pogubil, da sebe samega si v Tartar dol pognal, ker Stilponove zagonetke razrešil nisi? Res, izkažeš se kot Kronos brez črke kappa in brez rho.
(Diogenes Laertius, Lives of the Philosophers, 2 vols. M. Marcovich(ed.), Stuttgart & Leipzig: B.G. Teubner, 1999)

## Delo
Diodor Kron je najbolj znan po svojih izumih v logiki. O njegovih naukih imamo le malo informacij, saj se večina njegovih del ni ohranila. Zelo je bil zaposlen s teorijo dokazovanja in hipotetičnimi trditvami. Na enak način, kot je v logiki zavrnil deljivost temeljnega pojma, je tudi v svojih fizičnih doktrinah trdil, da je prostor nedeljiv in da je posledično to gibanje nemogoče. Nadalje je zanikal nastanek in vso množico tako v času kot v prostoru; vendar je stvari, ki zapolnjujejo prostor, obravnaval kot celoto, sestavljeno iz neskončnega števila nedeljivih delcev. Diodor je izkoristil Soritski paradoks in naj bi izumil še dva enaka. Zavrnil naj bi tudi stališče, da so besede dvoumne, saj je menil, da naj bi kakršna koli negotovost v razumevanju bila vedno posledica govornikov, ki so se izrazili nejasno.

### Diodorjevi štirje paradoksi gibanja:
1.Paradoks:  Minimalno in brezdelno telo se nikoli ne bi moglo premikati, ker vedno natančno zapolni minimalni prostor, ki ga zaseda. Lahko se pojavi v natančno sosednjem prostoru, vendar v vmesnem času nikoli ne bi mogel biti v prehodu iz enega prostora v drugega: to bi zahtevalo, da je delno v in delno ne v prvotnem prostoru, medtem ko tisto, kar nima delov ne more biti "delno" v ničemer.
2. Paradoks: Če se nekaj premika, se premika na mestu, kjer je ali pa na mestu, kjer ni. Ampak ne premika se niti na mestu, kjer je (ker v njem miruje, v nadaljevanju razloženo kot: "ker ga popolnoma napolni") niti na mestu, kjer ni (ker ga ni). Zato ne drži, da se nekaj premika “.
3. Paradoks: „Kar se premika, je takoj na nekem mestu. Toda tisto, kar je na mestu, se ne premika. Torej, kar se premika, se ne premika “.
4. Paradoks: Predstavljamo si telo, sestavljeno iz treh minimumov, dveh gibljivih in enega mirujočega. Ker je gibljivih minimumov več kot ne gibljivih se telo giblje. Če bi temu telesu dodali mirujoči minimum, to ne bi bilo dovolj, da bi ustavilo gibanje telesa, saj je ta nov minimum v manjšini, ker je eden v razmerju s tremi začetnimi minimumi. Mirujoči minimumi se lahko še naprej dodajajo telesu, vsak posebej, dokler ne bo telo sestavljeno iz 10.000 minimumov. Od teh se bosta le dva gibala posamično, vendar se bo kljub temu celotno telo, še vedno premikalo in gibalo zaradi naraščajoče premoči oziroma prevlade njegovih gibljivih delov. Paradoks torej predpostavlja, da bi bilo gibljivo telo, če bi obstajalo, sestavljeno iz niza minimumov in da bi se celotno telo gibalo le, če bi se premikala prevladujoča skupina njegovih sestavnih minimumov.

### Diodorjev "zastrti" paradoks
Veste, kdo je vaš oče; ne veste, kdo je zastrti moški tam; toda ta zastrti moški je tvoj oče; torej veste in ne veste, kdo je vaš oče. Lahko bi domnevali, da je Diodorjeva lastna rešitev spet pomenska. Ob vsakem pojavu ima "vedeti" v mislih anketiranca poseben pomen primeren za primer (seznanitev, prepoznavanje), zato ne gre za nobeno protislovje.

### Diodorjev gospodujoči dokaz
Diodorjevo definicijo tistega, kar je mogoče, lahko razdelimo na dve ločeni trditvi: prvič, da je vse, kar je ali bo res, mogoče in drugič, da vse, kar je mogoče, je ali bo res. V prvo izjavo helenistični filozofi niso podvomili, drugo izjavo pa so šteli za neintuitivno in da je potrebna utemeljitve. Diodor je zato poskušal trditev podkrepiti z dokazom, ki je postal znan kot gospodujoči dokaz (zmagoviti, neustavljivi, neovrgljivi, ho kurieuôn logos), v katerem je želel dokazati, da je mogoče le mogoče. Kljub temu, da je bil v antiki dokaz splošno znan, se je skozi zgodovino slabo ohranil. Žal so znane le predpostavke in zaključek dokaza. O načinu, kako je Diodor prišel do zaključka, ne vemo skoraj ničesar, saj se je celotna nit dokaza skozi zgodovino izgubila. V dokazu je zagovarjal, da je mogoče samo, kar je resnično zdaj in bo resnično v prihodnosti. Vse, kar se bo zgodilo v prihodnosti, razglaša za nujno, in vse kar se ne bo zgodilo v prihodnosti, razglaša za nemogoče. To načelo je povezano z naslednjo trditvijo: nič se ne zgodi, kar ni bilo nujno, in kar je mogoče je že ali bo. Diodor je zagovarjal, da prihodnost ne more bolj kot preteklost iz resnične postati lažna, poleg tega pa je nespremenljivost preteklosti očitna, medtem ko je nespremenljivost prihodnosti mogoča. Torej, če je preteklost potrebna, je morala biti potrebna tudi preden je postala preteklost. Podobno pa drži, če razmišljamo o prihodnosti: mogoče je to, kar bo nujno (sicer bi bilo ne-možno ali nemogoče). Treba je poudariti, da zavajanje možnosti in udejanjenosti, ne vključuje le zanikanja nastajanja, ampak tudi zanikanje same časovnosti, saj se prihodnost, z ontološkega vidika izkaže za že določeno, tako kot preteklost in sedanjost.
Zdi se, da je gospodujoči dokaz razvit iz treh izjav:
(I)	vsak pretekli resnični predlog je potreben (II)	nemogoče ne izhaja iz mogočega (III)	mogoče je nekaj, kar niti ni res niti ne bo res
Ker se je Diodor zavedal konflikta prvih dveh izjav s tretjo, je uporabil verodostojnost le prvih dveh izjav in prišel do zaključka:
(IV) ni mogoče nič, kar niti ni niti ne bo res.
Filozofi sklepajo, da je dokaz temeljil na (I) in (II) trditvah in je imel za zaključek trditev (IV), kar je v nasprotju s trditvijo (III). Številni filozofi so poskušali ovreči (I) ali (II) trditev, vendar nobeden od njih ni podvomil o resničnosti katere koli druge trditve ali na splošno o veljavnost dokaza. Po Diodorjevi smrti je Arthur Prior napisal neformalno rekonstrukcijo gospodujočega dokaza, ki ima prednost zgodovinske verodostojnosti in skladnosti z zgornjimi omejitvami. Njegov odlomek Epictetus nakazuje, da je bil dokaz predstavljen v smislu predlogov in njihovih načinov, prav tako pa tudi obnova. Drugi viri Diodorjeve modalitete predstavljajo kot načine stanja in temu primerno je mogoče navesti alternativne različice gospodujočega dokaza. V skladu z Diodorjevo modalno definicijo se lahko splošni zaključek argumenta (IV) preoblikuje kot (IV ′), torej v »Če trditev niti ni niti ne bo resnična, je nemogoča«.
Prva trditev: (I) Vsak resnični pretekli predlog je potreben.
Grški izraz, ki se uporablja za "preteklost" (parelêluthos), je standardni stoični izraz za pretekle trditve, kar pomeni, da predlog ni obstajal v preteklosti, ampak da gre v nekem smislu za preteklost. Načelo se pojavlja tudi pri Ciceronu, skupaj z nekaj razlage: Vsi resnični predlogi preteklosti so potrebni in so nespremenljivi, kajti preteklih predlogov ne moremo spremeniti iz resničnih v neresnične. (Ciceron, O usodi 14). Iz tega odlomka lahko sklepamo, da je bila posebnost vseh preteklih resničnih trditev, da ne morejo spremeniti svoje resnične vrednosti v lažnost in da so zaradi tega nujni. To nakazuje, da sporni pretekli resnični predlogi ne vključujejo vseh trditev v preteklem času. Na primer, resnični pretekli predlog „Šel sem v Atene“ ustreza dogodku, ko je nekdo šel v Atene. Ta trditev nikoli ne more postati lažna, ko je resnična. Predpostavimo, da je nekdo šel prejšnji mesec v Atene. Potem predlog „Odšel sem v Atene“ ne velja le zdaj, vendar bo veljal tudi jutri, pojutrišnjem in dejansko vedno odslej. Resnica predloga temelji na dejstvu, da primer odhoda v Atene in - kar koli se bo zgodilo odslej – tega ne more izničiti. (To lastnost lahko jasneje razložimo s preoblikovanjem predloga „Bilo je tako, da sem šel v Atene“). Po drugi strani predlog „Nisi bil v Atenah“ ne ustreza preteklemu stanju ali dogodku. Recimo, da do zdaj še nikoli nekdo ni odšel v Atene. Potem je predlog zdaj resničen. Zdaj pa predpostavimo, da bo ta oseba naslednji teden odšla v Atene. Po tistem, ko je šla tja, predlog „V Atenah še niste bili“ ne drži več (Tega predloga ni mogoče pravilno parafrazirati kot „Bilo je, da niste bili v Atenah“). Zato lahko izjavo (I) preoblikujemo kot: (I ′) Potreben je vsak resničen predlog, ki ustreza preteklemu stanju ali dogodku.
Druga trditev (predpostavka dokazu): (II) Nemogoče ne izhaja iz mogočega.
To so sprejeli Aristotel in z izjemo Krizipa vsi helenistični logiki. Stoiki so to razumeli kot: (II ′) Nemogoč predlog ne izhaja iz možnega.To pomeni, da če je predlog nemogoč in izhaja iz nekega drugega predloga, potem je nemogoč tudi ta drugi predlog. Naslednja rekonstrukcija predpostavlja, da argument poleg (I) in (II) temelji na še nekaj nadaljnjih načelih, za katera bi se lahko štelo, da so veljavna in jih zato ni vredno omenjati, ali pa bi bila splošno sprejeta.
Prvo dodatno načelo je: (V) Če je zdaj nekaj tako, potem je že od nekdaj tako.
Na primer, če je oseba zdaj v Atenah, potem je bilo vedno v preteklosti, da bi bila (nekoč) v Atenah. To načelo dobiva zgodovinsko verodostojnost iz dejstva, da najdemo njegovo različico pri Aristotelu (o razlagi 9) in da so drugo različico tega sprejeli stoiki (Ciceron, O prerokovanju 1.125).
Drugo dodatno načelo je: (VI) Če nekaj niti ni niti ne bo res, potem (nekoč) je bilo tako, da ne bo nikoli.
Ta izjava temelji na ideji, da če predlog trenutno niti ni niti ne bo resničen, in se nekoč oseba lahko vrne v preteklost, se nekdanje sedanje "neresnično" spremeni v prihodnost "ne bo resnično", tako da s stališča preteklosti predlog ne bo nikoli resničen in temu primerno stanje prav tako tudi ne bo nikoli. (To naj bi veljalo vsaj za pretekli trenutek, ki je neposredno pred sedanjostjo.)
Napake in sofizmi so bili na splošno predstavljeni s primerom, ki se zavzema za splošni primer, ki je verjetno veljal tudi za gospodujoči dokaz. Na splošno se je argumentacija nadaljevala na naslednji način: za izbrani predlog domnevate, da niti ni niti ne bo resničen; Nato z uporabo (I), (II), (V) in (VI) trditev ugotovite, da je ta predlog nemogoč. Nato rezultat posplošite na vse trditve, saj nič v argumentu ni odvisno od dejstva, da je bil izbran ta predlog. Primeren primer lahko najdemo v Aleksandrovem odlomku o Diodorjevem pojmu možnosti in mogočem argumentu, s predlogom „Jaz sem v Korintu.“ Argument se začne s predpostavko oziroma (1) predlogom „Sem v Korintu“ , ki niti ne bo niti ne bo nikoli resničen. Zaključek, ki ga je treba dokazati, je (C) predlog „Sem v Korintu“, ki je nemogoč. Iz (VI) trditve in iz (1) predloga izhaja (2)  predlog „že se je zgodilo (nekoč), da nikoli ne bom v Korintu“. Iz (I) trditve ("vse pretekle resnice so nujne") in iz (2) predloga sledi pomembni (3) predlog „Bilo je (nekoč), da nikoli ne bom v Korintu“. Ker pa je nujnost predloga enakovredna nezmožnosti njegovega protislovja, iz (3) predloga izhaja (4) predlog „Vedno se je zgodilo, da bom nekoč v Korintu“, ki je nemogoč. Iz (V) trditve se nato pojavi (5) predlog „če sem v Korintu, potem sem že od nekdaj (nekoč) v Korintu“. Ta je enakovreden (5 ′) predlogu „Vedno je bilo tako, da bom (nekoč) na Korintu“ iz (začetnega) predloga „Sem na Korintu“. Zdaj lahko uporabimo (II) trditev („nemogoče izhaja iz nemogočega“) v (4)  in (5 ′) predlogu in kot rezultat dobimo, da je (C) predlog „Sem v Korintu“ nemogoč. Prav to naj bi dokazal gospodujoči dokaz. V zadnjih nekaj desetletjih so različni filozofi in logiki ponovno poskušali rekonstruirati dokaz, kakršen bi lahko bil, vendar brez večjega uspeha, zato rekonstrukcija gospodujočega dokaza še vedno predstavlja resničen problem v zgodovini logike.

### Diodorjeva modalna teorija
Eno redkih Diodorjevih besedil oziroma zapisov, ki se je ohranilo skozi zgodovino poroča o vseh štirih definicijah Diodorjevih modalnih pojmov:
- Mogoče je tisto, kar je ali bo resnično

- Nemogoče je, kar je napačno in ne bo resnično

- Potrebno je, kar je res in ne bo lažno

- Nepotrebno je tisto, kar je že lažno ali pa bo lažno

Dve od teh modalnih trditev sta ločitvi, druge dve pa sta veznika. Pod pogojem, da je Diodor sprejel načelo bivalence, tudi te opredelitve izpolnjujejo osnovne modalne zahteve. V primeru, da je predlog odslej vedno resničen, je zdaj potreben in možen; če je od zdaj naprej včasih res, vendar ne vedno, je mogoče, vendar ne nujno. Zato ni tako - kot se včasih domneva -, da je za Diodorja vsak predlog bodisi nujen (in možen) bodisi nemogoč (in nepotreben). Obstajajo predlogi, ki so pogojni v smislu, da so možni in nepotrebni, in sicer vsi, ki bodo v prihodnosti spremenili svojo resničnost. Tak primer je predlog "Dan je". Odvisnost Diodorjevih modalnih pojmov od resničnih vrednosti predlogov na trenutke pomeni, da lahko nekateri predlogi spremenijo svojo modalnost iz mogoče v nemogoče in iz nepotrebne v potrebno. Če na primer predpostavimo, da je trditev „Artemisia je stara pet let“ zdaj resnična, potem je ta predlog zdaj mogoč, toda bo v prihodnosti nemogoč. Namreč, ko bo Artemisia dopolnila šest let, ne bo nikoli več stara pet let (predpostavka linearnosti časa). Ne vemo, kaj je Diodorja spodbudilo, da je predstavil svoje modalne pojme. Vemo pa, da so helenistični filozofi Diodorjeve modalne pojme na splošno obravnavali kot ogrožanje svobode, saj ti izključujejo možnost, da je vseeno mogoče nekaj, kar se nikoli ne zgodi ali ni res. Torej, če je trditev 'Dio gre v Korint' napačna in bo napačna, potem je trditev 'Dio gre v Korint' nemogoča. Iz tega so mnogi filozofi sklepali, da Dio na noben način me more iti v Korint. V tem kontekstu postane jasno, zakaj so ostali raje poudarjali dejstvo, da je lahko nekaj phlonskega mogoče, ne da bi bilo kdaj res ali resnično. Namreč Philovi načini, niso za razliko od Diodorjevih trditev neupravičeno omejevali obsega, da je nekaj mogoče.

### Diodorjeva pogojna trditev
V času Diodorja in Phila so filozofi ločevali med "preprostimi trditvami" in "kompleksnimi trditvami". Preproste trditve so bile bodisi pozitivne bodisi negativne izjave enega samega dejstva. Zapletene trditve pa naj bi bile sestavljene iz dveh ali več preprostih trditev, ki so povezane z vezniki. Diodor je preučeval pogoje, pod katerimi bi lahko bile resnične vse tri vrste zapletenih trditev, toda večina njegovega dela je bila s pogojnim predlogom "če ... potem". Diodor je izjavil, da je pogojna trditev resnična, ko je bila predhodna izjava resnična, posledična izjava pa napačna. Iz njegovih zapisov ni možno prepoznati, če je Diodor v trditvi upošteval svoje modalne pojme ali pa predtehnični oziroma splošni koncept možnosti. Če predpostavimo, da je pri svojem poročanju uporabil svoje modalne pojme, njegovo resnično merilo pogojnosti stoji v naslednjem razmerju do Philovega: pogojnik je diodorejsko resničen zdaj, če in le, če je ves čas philonski resničen. Diodor je skozi čas tako rekoč kvantificiral Philonsko merilo. Pogoj ‘Če hodim, se premikam’ je zdaj resničen, ker predhodnica v nobenem trenutku ni resnična in posledično napačna. Tako za Diodorja pogojnik ne more spremeniti svoje resnične vrednosti. Če pa po drugi strani predpostavljamo, da je Diodor imel pri izdelavi svojega dokazovanja neko nedoločeno splošno pojmovanje možnosti, bo merilo temu primerno manj natančno. Kljub temu, pa bi verjetno še vedno obstajala minimalna zahteva, da nikoli ni res, da je predhodnik resničen in posledično napačen. Diodorjevo merilo je nekoliko podobno sodobnemu konceptu stroge implikacije. Tako kot v Philovem primeru tudi med predhodnim in posledičnim ni potrebna vsebinska povezava. Kadar je predhodnik nemogoč ali posledično potreben, bo pogoj resničen, ne glede na to, ali obstaja ustrezna povezava med dvema sestavnima predlogoma. Če je bila kdaj napačna sledeča izjava, je bil napačen predlog. Predhodna izjava bi lahko bila nekaj nemogočega, celo nesmiselnega, na primer: "Če zemlja leti", če pa bi bila posledična izjava vedno resnična ali potrebna, bi bil celoten predlog resničen. To je ustvarilo "paradoks strogega pomena;" en primer, ki ga najdemo v grških besedilih Diodorejsko-resnične pogojne trditve: "Če ni res, da obstajajo nedeljivi elementi stvari, potem obstajajo nedeljivi elementi stvari", kaže na to, da je bilo nekaj zavedanja teh paradoksov že v antiki.

## Obračun z Aristotelom
Megariki so si prizadevali znova opredeliti eleatsko trditev: "Vsaka oblika nastajanja je nemogoča, ker predpostavlja prehod iz nebivajočega v bivajoče (in obratno). Toda ker nebivajoče ne obstaja, ne obstaja niti nastajanje." Za ponovno opredelitev pa je bilo treba filozofsko obračunati z Aristotelom. Ta je namreč bolj kot vsi drugi filozofi prispeval k temu, da se je uporaba trditve opustila s tem, ko je osvojil kategoriji možnosti in udejanjenosti. Ugovarjal je, da je eleatsko stališče utrpelo te absurdne posledice, ker je bivajoče poimenovalo na monoliten način, kot čisto udejanjenost, ki je že od vselej in za vselej uresničena. Med tem ko je bivajoče tudi možnost ali mogočnost in nastajanje je prehod od možnosti k udejanjenju ali od enega načina gibanja k drugemu načinu gibanja. Diodor je razumel, da je Aristotelovo odkritje ovrglo eleatsko misel, zato je skušal porušiti pojmovanje možnosti. Uporabil je argumente, ki so jih že ovrednotili njegovi predhodniki in dodal nove. Razmislek megarikov se je zato moral glasiti: "Če je možnost bivajoče, sovpada z udejanjenostjo, ker bivajoče ne more biti drugačno kot enako bivajočemu. Torej možnost obstaja samo tedaj, ko obstaja udejanjenost."

### Vpliv na delo
Diodor se je, glede na svoje paradokse, ko je navedel razloge zoper gibanje nasploh, v veliki meri zgledoval po Zenonu iz Elee, ki ga je Aristotel oklical za ustanovitelja dialektike. Poleg njega pa je bil Diodorjev vzornik tudi Sokrat, njegova dialektična šola pa Sokratska. Ta je bila pravzaprav poganjek Evklidove Megarske šole, ene glavnih Sokratskih šol v tistem času, zahvaljujoč Evklidovemu poznanstvu s Sokratom. Dialektično šolo je Diogen Laertski, biograf grških filozofov, presenetljivo uvrstil kot eno izmed etičnih sekt, kljub temu da pri nobenem članu ni zapisanih nobenih etičnih doktrin ali interesov. Razlaga za Diodorjevo zgledovanje po Sokratu morda tiči v znanem odlomku iz Platonove apologije, kjer je Sokrat pripomnil, da je "največja korist za človeka vsak dan razpravljati o kreposti in o drugih stvareh, o katerih me slišiš govoriti in preučevanje sebe in drugih. In neraziskanega življenja ni vredno živeti... ' Dialektiki bi lahko sledili Sokratu in sklenili, da sta napredek in vadba dialektičnih sposobnosti sama po sebi največji dosežek človeka kot posameznika. Tako je torej veliko lažje razumeti, čemu so Diodor in njegovi sogovorci izvirali iz Sokratove filozofije.
Vendar pa si Zenonov in Sokratov vpliv na Diodorjevo filozofijo ne smeta nasprotovati. V Platonovi biografiji o grškemu filozofu Paramenidu je celo zapisano, da je Paramenid še mladega in nezrelega Sokrata napotil, naj vadi svoje dialektične sposobnosti po Zenonovem modelu. Ta metoda je, značilno prav za Diodorja Krona, pomenila sistematično preučevanje posledic hipoteze. Metodologiji Zena in Sokrata je jemal kot idealno razmišljanje dialektike in pravi način doseganja človeške dobrobiti.
Kljub vsem prej omenjenim karakteristikam Diodorjevega razmišljanja, njegova filozofija ni bila zasnovana na celovitem tristranskem filozofskem sistemu, fizike, etike in logike, ki se je razcvetel v sledečem Helenizmu. Po tem takem ni presenetljivo, da se njegova šola ni obdržala dolgo v tretje stoletje pr. n. št. Namesto tega so si nekatere izmed njegovih ključnih idej prilastile dominantne šole tistega časa, in sicer Stoiki, Epikurejci in skeptično nagnjeni dialektiki takratne Nove Akademije. Prav zato je bila osnova izrednega stoičnega logičnega sistema predvsem Diodorjeva stvarna logika in ne logika izrazov, ki jo je razvil Aristotel. Poleg tega je bil Diodorjev mojstrski argument center vseh helenističnih debat, nekateri njegovi dialektični paradoksi pa so postali integrali metodologije Nove Akademije.

### Knjižni viri
- Diogen Laertski II (111-2), str. 183-184

- Reale, III, str. 57-59

### Spletni viri
- Dialectic school. (internet). (citirano 3.1. 2021). Dostopno na naslovu: https://plato.stanford.edu/entries/dialectical-school/#4.2

- Diodorus Cronus. (internet). (citirano 19. 11. 2020). Dostopno na naslovu: https://academic-eb-com.eres.qnl.qa/levels/collegiate/article/Diodorus-Cronus/30526

- Diodorus Cronus. (internet). (citirano 19. 11. 2020). Dostopno na naslovu: https://plato.stanford.edu/entries/diodorus-cronus/

- Diodorus Cronus. (internet). (citirano 3.1. 2021). Dostopno na naslovu: https://www.newworldencyclopedia.org/entry/Diodorus_Cronus

- Master argument. (internet). (citirano 3.1. 2021). Dostopno na naslovu: https://www.primidi.com/diodorus_cronus/philosophy/master_argument

- Master argument of Diodorus Crouns. (internet). (citirano 19. 11. 2020). Dostopno na naslovu: https://www.informationphilosopher.com/freedom/master_argument.html

- Philosophy. (internet). (citirano 19. 11. 2020). Dostopno na naslovu:  https://www.britannica.com/topic/philosophy

- The master argument of Diodorus Cronus. (internet). (citirano 19. 11. 2020). Dostopno na naslovu: https://link.springer.com/chapter/10.1007/978-0-585-37463-5_3